# Paraegle ochracea
Paraegle ochracea là một loài bướm đêm trong họ Noctuidae.